# Крістіна Бйорклунд
Крісті́на Маргаре́та Бйо́рклунд (швед. Kristina Margareta Björklund; *16 січня 1941, Гельсінкі, Фінляндія — 14 вересня 2011, там же) — фінська шведська письменниця та літературознавиця.

## З життєпису
Народилась у 1941 році.
Вивчала літературу та скандинавську філологію в Гельсінському університеті, де в 1968 році отримала ступінь бакалавра філософії. 
У 1982 році вона стала доктором філософії в тому ж університеті, захистивши дисертацію «Рікі та зачарована дорога» (Riki och den förtrollade vägen), в якій досліджувала описи дитинства Оскара Парланда. 
У період від 1982 до 2001 року працювала в alma mater викладачем шведської мови.

## З доробку
К. М. Бйорклунд дебютувала у літературі 1975 року — як письменниця-фантастка збіркою оповідань «Чужі голоси» (De andras röster). 
Загалом видала 2 збірки оповідань і 5 романів; 3 з них, а саме сюїта «Час місяця» (Månens tid), «Діти в дзеркалі» (Barnen i spegeln) та «Будинок з небесним балконом» (Huset med himmelsbalkongen) несуть на собі явний вплив техніки оповідання Парланда. 
Роман Л«юбив блакитне око» (Älskade blåa öga) був удостоєний літературної премії Svenska Yles у 2001 році та був номінований на премію Рунеберга у 2002 році.
Бібліографія
- Björklund, Kristina (1975). De andras röster. Helsingfors: Söderström. ISBN 951-52-0268-X
- Björklund, Kristina (1980). Festen. Helsingfors: Söderström. ISBN 951-52-0654-5
- Björklund, Kristina (1982). Riki och Den förtrollade vägen: studier i Oscar Parlands berättarkonst. Helsingfors: Sv. litteratursällsk. i Finland. ISBN 951-9017-74-7
- Björklund, Kristina (1985). Månens tid. Helsingfors: Söderström. ISBN 951-52-0983-8
- Björklund, Kristina (1988). Barnen i spegeln. Helsingfors: Söderström. ISBN 951-52-1227-8
- Björklund, Kristina (1993). Huset med himmelsbalkongen. Helsingfors: Söderström. ISBN 951-52-1463-7
- Björklund, Kristina (2001). Älskade blåa öga: en berättelse om åldrande och sjukdom. Helsingfors: Söderström. ISBN 951-52-1887-X
- Björklund, Kristina (2005). Allt ur min lilla värld: roman. Helsingfors: Söderström. ISBN 951-52-2314-8